# AWGN
AWGN è l'acronimo inglese di Rumore Gaussiano Bianco Additivo (Additive White Gaussian Noise). Nell'ambito dell'elettronica e delle telecomunicazioni è rappresentativo del fenomeno del rumore termico (per il quale gli elettroni di un conduttore sono in continua agitazione anche in assenza di forze esterne) e di altri rumori interni modellizzabili essi stessi per semplicità come rumore termico pur avendo origine diversa. Questo è equivalente ad avere sul conduttore un segnale di fondo incognito.
Tale segnale è di disturbo per i segnali elettrici utili che viaggiano sul conduttore, quindi è un rumore. L'agitazione termica non è deterministica, perciò il segnale è descritto come una variabile aleatoria con distribuzione gaussiana, valor medio nullo e varianza che corrisponde alla potenza del disturbo. Il suo spettro è piatto (almeno in un vasto range di frequenze) e per questo viene detto bianco. Additivo in quanto tale rumore quantitativamente si aggiunge ai segnali utili.

## Telecomunicazioni
Nell'ambito delle telecomunicazioni si chiama canale AWGN il modello più semplice con cui viene descritto il mezzo trasmissivo. 
Tutto il sistema trasmettitore - mezzo trasmissivo - ricevitore aggiunge rumore, ma la parte rilevante è originata dal mezzo di trasmissione vero e proprio e dal primo blocco del ricevitore. Primo blocco del ricevitore che usualmente si considera facente parte del canale.
Il mezzo trasmissivo origina rumore sia se è un cavo elettrico, sia se è lo spazio libero perché ci sono le antenne. Solo le fibre ottiche, almeno in teoria non danno luogo a rumore termico, ma rimane comunque significativa la parte di rumore originata dal primo blocco del ricevitore.
Nei sistemi di telecomunicazione ci sono altri tipi di rumore e molti altri fenomeni di disturbo che possono caratterizzare il canale, perciò il canale AWGN è il più semplice che si possa ipotizzare. I casi in cui il canale reale è simile a quello AWGN sono pochi; il caso AWGN costituisce di fatto il modello ideale, infatti un canale senza neanche il rumore bianco sarebbe surreale (e non ideale) perché consentirebbe di trasmettere una quantità di informazione illimitata in un lasso di tempo infinitesimo.